# Im Reich der Leidenschaft
Im Reich der Leidenschaft (jap. 愛の亡霊 Ai no bōrei ‚Totengeist der Liebe‘) ist ein japanisch-französischer Horrorfilm aus dem Jahr 1978. Regie führte Nagisa Ōshima, der auch das Drehbuch anhand eines Romans von Itoko Namura schrieb.

## Handlung
Die Handlung spielt in einem japanischen Dorf am Ende des 19. Jahrhunderts. Die attraktive Seki ist mit dem viel älteren Rikschafahrer Gisaburo verheiratet. Eines Tages lernt sie den ehemaligen Soldaten Toyoji kennen, mit dem sie eine Affäre eingeht. Seki und Toyoji beschließen gemeinsam, Gisaburo zu töten; seine Leiche wird in einem Brunnen versteckt. Seki behauptet, ihr Mann sei nach Tokio gezogen, um Arbeit zu suchen.
Seki und Toyoji werden drei Jahre später von dem Geist des Mannes verfolgt. Die Ortsbewohner schöpfen Verdacht, worauf die Behörden das Verschwinden von Gisaburo untersuchen.

## Kritiken
Vincent Canby schrieb in der New York Times vom 16. Dezember 1980, der Film sei einfühlsamer und romantischer als Im Reich der Sinne. Nicht nur Sex würde zur Besessenheit, sondern auch die Liebe. Die Protagonisten würden nicht zu Opfern der Gesellschaft, sondern der eigenen Gefühle. Der Film sei „außerordentlich schön“ und „exquisit gespielt“; die Bilder seien beeindruckend. Alles sei „präzise geordnet“.
Die Zeitschrift Prisma schrieb: „Mit seinem Film nach der literarischen Vorlage von Itoko Namura wendet sich Regisseur Nagisa Ôshima dem „Kaidan“, der traditionellen japanischen Geistergeschichte zu. Dabei greift er […] auch die Thematik von Liebe, Lust und Tod wieder auf, setzt jedoch stilistisch und inhaltlich andere Akzente.“
Das Lexikon des internationalen Films schreibt: „Der Film des Japaners Oshima (Im Reich der Sinne", 1976) ist eine nicht enden wollende Leidenschafts- und Mordgeschichte traditioneller Schule. Außergewöhnlich schön fotografiert, bleibt er an der Oberfläche des Dramas, so daß sich ein leicht spekulativer Zug in den Vordergrund drängt.“

## Auszeichnungen
Nagisa Ōshima wurde im Jahr 1978 für die Goldene Palme nominiert und erhielt für Regie einen Preis der Internationalen Filmfestspiele von Cannes. Tōru Takemitsu gewann im Jahr 1979 für die Filmmusik den Mainichi Film Award und den Award of the Japanese Academy. Zu den sieben weiteren Nominierungen für den Award of the Japanese Academy gehörten jene als Bester Film, für Regie und für Kazuko Yoshiyuki.

## Hintergründe
Der Film wurde in Japan gedreht. Er kam in die französischen Kinos am 6. September 1978.
Nagisa Ōshima schuf im Jahr 1976 den Film Im Reich der Sinne, mit dem dieser Film in einigen Kritiken verglichen wird.